# Сникер, Пётр Мартынович
Сникер, Пётр Мартынович (латыш. Pēteris Augusts Sniķers, родился 7 декабря 1875 года, Скултская волость, Лифляндская губерния — умер 5 декабра 1944 г. в Риге, Латвийская ССР) — российский и латвийский дерматовенеролог, военный врач 2-й Латышской стрелковой бригады, впоследствии генерал, организатор медицины, профессор Латвийского университета, коллекционер произведений искусства и меценат. Один из подписавших меморандум Центрального Совета Латвии от 17 марта 1944 года.
При жизни Сникер собрал большую коллекцию произведений искусства, в которую вошли 366 произведений выдающихся русских (Айвазовский, Репин, Левитан, Верещагин, Врубель) и латышских живописцев (Розенталс, Пурвитис, Удерс, Гросвальдс, Тилбергс, Струнке, Штралс, Ирбе) и другие арт-объекты.

## Биография
Пётр родился 7 декабря 1875 года (25 ноября по старому стилю) на хуторе «Казбули» Скултской волости в семье Мартина Сникера и его супруги Трины, где было восемь детей. Его брат и сестра — врачи Рейнхольд Сникер (1893—1953) и Алма Сникер (1897—1971).
С 1886 по 1888 год П. Сникер учился в церковно-приходской школе Скулте, затем до 1893 года в немецкой прогимназии Скултского поместья Леокадии фон Фрейтаг-Лорингхофен. Закончил школьный курс в рижской Николаевской гимназии.
С 1896-го по 1901 год учился в Петербургской военно-медицинской академии, после её окончания работал ассистентом у профессора Тимофея Павлова и завершил обучение в дерматовенерологических и урологических клиниках Берлина и Парижа.
В 1904 г. Пётр Сникер защитил докторскую диссертацию «О природе папулонекротического туберкулина», в которой описал диагностическое значение туберкулина при кожных микозах. Во время учебы в Санкт-Петербурге стал членом Латвийской студенческой корпорации Fraternitas Petropolitana. После этого он переехал в Ригу и с 1905 по 1914 год работал заведующим отделением кожных и венерических болезней Рижского военного госпиталя. В 1912 году Сникер получил звание полковника, а в 1914 году совершенствовался в клиниках Вены.
В начале Первой мировой войны полковник Сникер руководил несколькими военными госпиталями Русской императорской армии. В 1916 году он стал врачом добровольческой 2-й Латышской стрелковой бригады и руководил лечением раненых и больных латышских солдат. Организовал медицинскую службу во время Рождественских боев. Параллельно читал лекции студентам-медикам в Юрьевском университете в качестве приват-доцента по курсу кожных и венерических болезней. После заключения Брест-Литовского мира в начале 1918 года П. Сникер демобилизовался из русской армии и возглавил отделение кожных и венерических болезней 1-й Рижской городской больницы.
Уже 14 июля 1919 года Петерис Сникер вместе с философом Паулой Дале и агрономом Петерисом Номалисом подали министру просвещения Латвии Карлису Каспарсонсу документ об условиях учреждения Латвийского университета прикладных наук. 5 сентября 1919 г. П. Сникер был избран приват-доцентом кафедры дерматовенерологии Медицинского факультета университета.
В 1921 году он основал Латвийское общество Белого Креста по предотвращению проституции.
В 1923 году он был избран профессором и заведующим дерматовенерологической клиникой при 1-й городской больнице в Риге.
В 1923 году Сникер получил звание генерала Латвийской армии и возглавил Военно-санитарное управление.
В 1933—1935 гг. и 1937—1939 гг. он был деканом медицинского факультета Латвийского университета. Являлся членом корпорации Fraternitas Metropolitana.
В 1940 году Петерис Сникерс перенёс кровоизлияние в мозг и был парализован. Он умер 5 декабря 1944 года, во время Второй мировой войны.

## Память
В 1993 году на доме, где жил генерал Сникер, на улице Бривибас, 39 в Риге была открыта памятная доска. В 1995 году учреждена памятная медаль, на оборотной стороне которой изображен герб корпорации Fraternitas Metropolitana.

## Награды и отличия
- Орден Трех Звезд 2-й и 3-й степени

## Публикации
- Советы для молодых людей (1905)
- Заразные болезни (1915)
- Война и венерические болезни (1917)
- Брак и венерические заболевания (1920)
- Значение венерических болезней и их влияние на будущее Латвии (1922 г.)
- Как избежать венерических заболеваний (1923)
- Венерические болезни и проституция в Латвии (1926 г.)